# Роздольський (зупинний пункт)
Роздо́льський — пасажирський залізничний зупинний пункт Харківської дирекції Південної залізниці на електрифікованій лінії Мерефа — Лозова між станціями Біляївка (6 км) та Краснопавлівка (8 км). Розташований поблизу села Роздолля Лозівський район Харківської області

## Пасажирське сполучення
На платформі Роздольський зупиняться приміські електропоїзди Харківського та Лозівського напрямків.